# Дородница
Дородница (каз. Дородница) — село в Алтайском районе Восточно-Казахстанской области Казахстана. Входит в состав Первороссийского сельского округа. Код КАТО — 634847300.

## Население
В 1999 году население села составляло 294 человека (149 мужчин и 145 женщин). По данным переписи 2009 года, в селе проживало 213 человек (104 мужчины и 109 женщин).